# Friedrich Günzler
Friedrich Günzler (* 2. Januar 1789 in Stuttgart; † 5. September 1874 ebenda) war ein württembergischer Oberamtmann.

## Leben und Werk
Der Sohn eines Regierungsrats besuchte das Eberhard-Ludwigs-Gymnasium Stuttgart. Von 1804 bis 1806 machte er eine Ausbildung zum Schreiber beim Stadtoberamt Stuttgart, 1809 legte er die Dienstprüfung ab. Er begann seine berufliche Laufbahn als Oberamtsschreiber beim Oberamt Nürtingen. Zwischen 1809 und 1817 war er als Aktuar bei den Oberämtern Nürtingen, Biberach und Waiblingen tätig, unterbrochen vom Militärdienst als Unteroffizier. Von 1817 bis 1818 war er Oberamtsverweser beim Oberamt Rottenburg und von 1819 bis 1821 beim Oberamt Reutlingen. Von 1821 bis 1830 leitete er als Oberamtmann das Oberamt Welzheim und von 1830 bis 1854  das Oberamt Öhringen. 1854 trat er in den Ruhestand.